# Аугустинополис
Аугустинополис (порт. Augustinópolis) — муниципалитет в Бразилии, входит в штат Токантинс. Составная часть мезорегиона Западный Токантинс. Входит в экономико-статистический микрорегион Бику-ду-Папагаю. Население составляет  15 950 человек на 2010 год. Занимает площадь 394,976 км². Плотность населения — 40,38 чел./км².

## Демография
Согласно сведениям, собранным в ходе переписи 2010 г. Национальным институтом географии и статистики (IBGE), население муниципалитета составляет:
| Полное население                               | Полное население                               | Полное население                               | Полное население                               | 15 950 |
| ---------------------------------------------- | ---------------------------------------------- | ---------------------------------------------- | ---------------------------------------------- | ------ |
| в том числе:                                   | Городское население                            | 13 176                                         | Процент городского населения, %                | 82,61  |
|                                                | Сельское население                             | 2 774                                          | Процент сельского населения, %                 | 17,39  |
|                                                | Мужское население                              | 8 005                                          | Процент мужского населения, %                  | 50,19  |
|                                                | Женское население                              | 7 945                                          | Процент женского населения, %                  | 49,81  |
| Плотность населения, чел/км²                   | Плотность населения, чел/км²                   | Плотность населения, чел/км²                   | Плотность населения, чел/км²                   | 40,38  |
| Население муниципалитета в % к населению штата | Население муниципалитета в % к населению штата | Население муниципалитета в % к населению штата | Население муниципалитета в % к населению штата | 1,15   |

По данным оценки 2016 года население муниципалитета составляет 17 627 жителей.

## Статистика
- Валовой внутренний продукт на 2003 составляет 24.037.590,00 реалов (данные: Бразильский институт географии и статистики).
- Валовой внутренний продукт на душу населения на 2003 составляет 1.713,91 реалов (данные: Бразильский институт географии и статистики).
- Индекс развития человеческого потенциала на 2000 составляет 0,617 (данные: Программа развития ООН).

## Важнейшие населенные пункты
| № | Населённый пункт   | Населённый пункт (порт.) | Категория | Население чел. (2010) | На карте                       |
| - | ------------------ | ------------------------ | --------- | --------------------- | ------------------------------ |
| 1 | Аугустинополис     | Augustinópolis           | город     | 13176                 | 5°28′08″ ю. ш. 47°53′13″ з. д. |
| 2 | Трес-Ирманс        | Três Irmãos              | поселок   | 554                   | 5°35′26″ ю. ш. 47°53′30″ з. д. |
| 3 | Километро-Дезесейс | Quilômetro Dezesseis     | поселок   | 395                   | 5°30′24″ ю. ш. 47°56′07″ з. д. |
| 4 | Итауба             | Itaúba                   | поселок   | 208                   | 5°25′43″ ю. ш. 47°51′41″ з. д. |
| 5 | Катарина           | Catarina                 | поселок   | 119                   | 5°30′41″ ю. ш. 48°00′06″ з. д. |